# Efklidis Tsakalotos
Efklidis Tsakalotos (Grieks: Ευκλείδης Τσακαλώτος; Nederlands: Euclides Tsakalotos; Engels: Euclid Tsakalotos) (Rotterdam, 19 juni 1960) is een Grieks econoom en politicus. Hij was onderminister van Internationale Economische Betrekkingen en woordvoerder voor economische zaken in het kabinet-Tsipras van januari tot 6 juli 2015. Die dag werd hij benoemd tot minister van Financiën, in opvolging van Yanis Varoufakis.

## Leven en werk
Tsakalotos werd in Nederland geboren in een Grieks gezin en werd en op 21 juni 1960 gedoopt in de Grieks-orthodoxe kerk Agios Nikolaos te Rotterdam. Hij is de zoon van Stefanos Tsakalotos, een civiel ingenieur, en Maria Anastassiou. Hij is een achterneef van de Griekse generaal Thrasyvoulos Tsakalotos (1897-1989), die in de Eerste en Tweede Wereldoorlog vocht en vervolgens in de Griekse Burgeroorlog tegen de communisten streed.
In 1965 verhuisde het gezin naar het Verenigd Koninkrijk, waar Tsakalotos  middelbareschoolopleiding heeft vervolgd aan St Paul's School, in Londen. Hierna haalde hij aan de Universiteit van Oxford zijn doctoraat. Tsakalotos studeerde economie, politieke wetenschappen en filosofie. Ook studeerde hij aan de Universiteit van Sussex. Hij is een studievriend van Yannis Stournaras, met wie hij een publicatie schreef. Hierna werd hij onderzoeker aan de Universiteit van Kent. In 1993 vestigde hij zich in Griekenland.
In 2010 werd hij hoogleraar economie aan de Universiteit van Athene. In 2012 werd hij gekozen als parlementslid voor het radicaal-linkse Syriza, de partij die onder andere is voortgekomen uit de communistische partij waarbij hij eerder was aangesloten, namens het departement Preveza, waar zijn familie oorspronkelijk vandaan komt. In januari 2015 werd hij benoemd tot onderminister van Internationale Economische Betrekkingen en woordvoerder economische zaken.
Tsakalotos speelde een belangrijke rol bij de onderhandelingen tussen Griekenland en de Trojka, en maakte deel uit van het onderhandelingsteam van Yanis Varoufakis. Nadat het overleg in Riga met de Eurogroep niet goed was afgelopen, hetgeen mede aan de wijze van optreden van Varoufakis werd geweten, schoof premier Tsipras Tsakalotos verder naar voren als onderhandelaar.
Op 6 juli 2015 volgde hij Varoufakis op als minister van Financiën in het Kabinet-Tsipras (I). Op 23 september 2015 werd hij opnieuw benoemd tot minister van Financiële  Zaken in het tweede kabinet van Tsipras, Kabinet-Tsipras II.)

## Persoonlijk leven
Efklidis Tsakalotos is gehuwd met de Schotse econome Heather Gibson, die werkzaam is als adviseur van de directie bij de Bank van Griekenland. Het echtpaar heeft drie kinderen.
- Bibliothèque nationale de France: cb124617236 (data)
- Gemeinsame Normdatei: 1032727977
- International Standard Name Identifier: 0000 0000 8111 2856
- Library of Congress Control Number: n91099758
- Nederlandse Thesaurus van Auteursnamen: 120912929
- Système universitaire de documentation: 067016812
- Virtual International Authority File: 32094679
- WorldCat: E39PBJfRG9T348xFWjCggYYdcP